# Jan van der Kooi
Jan van der Kooi (Groningen, 16 januari 1957) is een Nederlands figuratief tekenaar en schilder. Door sommigen wordt hij beschouwd als een van de beste, levende Nederlandse kunstenaars.

## Opleiding
Van der Kooi bracht zijn jeugd door in Bedum. Na zijn middelbare school begon hij in 1975 zijn opleiding bij de lerarenopleiding Ubbo Emmius in Leeuwarden. Daarna volgde hij van 1980 tot 1983 de Academie Minerva in Groningen, waar hij van onder anderen Matthijs Röling en Martin Tissing les kreeg.

## Werk
Na zijn studie verhuisde Van der Kooi naar Friesland, waar hij ging wonen en werken in de omgeving van Drachten. Hij tekent en schildert landschappen, stillevens, portretten, naakten en dierenportretten. Sinds 2010 geeft hij jaarlijks masterclasses aan de Klassieke Academie voor schilderkunst Groningen. In 2002 werd het oeuvre van Van der Kooi belicht in een documentaire op Nederland 1 en in 2004 wijdde het jeugdprogramma Het Klokhuis een aflevering aan hem.
In 2008 was Van der Kooi even in het nieuws toen na afloop van de overzichtstentoonstelling in Museum De Buitenplaats in Eelde het daar geëxposeerde werk "Zomer 2006" zoekraakte.
Van der Kooi werd aanvankelijk tot de school van het noordelijk realisme gerekend maar heeft zich daarvan losgemaakt, onder andere door in zijn werken veel meer wit en licht te gebruiken in vergelijking met de gebruikelijke donkere achtergronden en zich minder met door hem zelf geregisseerde stillevens bezig te houden en meer vast te leggen wat er in de echte wereld te zien is.
Van der Kooi maakt jaarlijks reizen naar het buitenland, zo bezocht hij onder andere Nepal, Peru en het Midden-Oosten. Daarnaast gaat hij geregeld naar Toscane en Venetië om daar het zonlicht te bestuderen en vast te leggen.

## Exposities
- 2002 Overzichtstentoonstelling in Museum De Buitenplaats in Eelde. Op dezelfde expositie werd het boek Jan van der Kooi, schilder, tekenaar gepresenteerd.[16]
- 2005 Expositie bij Laurentius in Middelburg. Presentatie dierenschetsboek Bestiarium.[17]
- 2007 Londen: The Royal Society of Portrait Painters.[18] & Overzichtstentoonstelling in Museum De Buitenplaats in Eelde.[13]
- 2009 Antwerpen: De Vier Groten uit Het Noorden – Matthijs Röling, Pieter Pander, Pieter Knorr en Jan van der Kooi.[19][20]
- 2012 Expositie Leonardo’s leerling in het Dordrechts Museum. Tijdens deze expositie werd tevens het boek "Jan van der Kooi, tekenaar / schilder" gepresenteerd.[2][21][22][23][24] In het kader van deze tentoonstelling zijn affiches van tijgertekeningen op grote treinstations in Nederland opgehangen.
- 2013 Expositie Een Fries in Italië in Museum Martena te Franeker.[15][25]
- 2014 Zonlicht!, expositie in museum Arti Legi te Gouda, geopend door Paul van Vliet;[14][26][27] Prinses Beatrix bezocht later de expositie.[28]
- 2017 Dubbelexpositie Meisterzeichner - Weltentdecker (Meestertekenaar - wereldreiziger) in Rheine, Duitsland.[29][30]
- 2019 Das Wesen der Landschaft, tentoonstelling in Museum Draiflessen, Mettingen.[31]

## Boeken
- 1995 - Recent werk. Jan van der Kooi & Jaap Bruintjes. Uitgeverij Art Media, Amsterdam. ISBN 978-90-75370-01-0
- 2002 - Jan van der Kooi, schilder tekenaar. Met een inleiding van Eric Bos en Diederik Kraaijpoel. Uitgeverij Art Revisited, Marum. ISBN 978-90-72736-14-7
- 2005 - Bestiarium. Met een inleiding van Theo Laurentius. Uitgeverij Art Revisited, Marum. ISBN 978-90-72736-42-0
- 2007 - Binnen handbereik. Samenstelling Peter de Jong en Jan van der Kooi, met een inleiding door Pauline Broekema. Uitgeverij Art Revisited, Marum. ISBN 978-90-72736-57-4
- 2012 - Jan van der Kooi, tekenaar / schilder. Frits Duparc & Nicolaas Matsier. Uitgeverij Thoth, Bussum. ISBN 978-90-6868-608-1
- 2014 - Zonlicht. Thema-uitgave naar aanleiding van de expositie bij museum Arti Legi te Gouda. ISBN 978-90-821617-3-1

## Overige media
- Tekenen in een oud boekje.[32]
- Bijzonder schetsboek in bezit van Van der Kooi.[33][34][35]
- Over paarden tekenen.[36]
- Korte documentaire over het oeuvre van Van der Kooi.[24]
- Jan van der Kooi presenteerde op 15 januari 2015 het NPO Radio 4 programma Een goedemorgen met ...[5]
- Jan van der Kooi heeft allerlei Nederlandse weidevogels op de muren en deuren in zijn huis geschilderd.[37][38] Op deze manier probeert hij aandacht te vragen voor de achteruitgang van biodiversiteit en natuur - in het bijzonder weidevogels - in Nederland en de Landschapspijn-discussie.[39]

- Gemeinsame Normdatei: 1036631877
- International Standard Name Identifier: 0000 0000 5163 4661
- Library of Congress Control Number: nb2006025831
- Nederlandse Thesaurus van Auteursnamen: 06816954X
- RKD-Nederlands Instituut voor Kunstgeschiedenis: 45682
- Système universitaire de documentation: 168876124
- Virtual International Authority File: 48751693